# Pyrausta tetraplagalis
Pyrausta tetraplagalis is een vlinder van de familie van de grasmotten (Crambidae). De wetenschappelijke naam van deze soort is voor het eerst voorgesteld door George Francis Hampson in een publicatie uit 1899. De spanwijdte bedraagt 16 millimeter.
De soort komt voor in Congo-Kinshasa en Zimbabwe.